# Watered-Down Love
Watered-Down Love – piosenka skomponowana przez Boba Dylana, nagrana przez niego w maju 1981 r., wydana na albumie Shot of Love w sierpniu 1981 r.

## Historia i charakter utworu
Utwór ten został nagrany w studiu Clover Recorders w Los Angeles w Kalifornii 1 maja 1981 r. Była to trzynasta sesja nagraniowa tego albumu. Producentem sesji byli Chuck Plotkin i Bob Dylan.
Utwór utrzymany jest w stylu rhythmandbluesowej piosenki, przypominającej nieco twórczość Smokeya Robinsona. 
Oparty jest w całości na 1. Liście do Koryntian (13). Widać to w budowie całej piosenki; gdy Dylan wymienia cechy przymiotów miłości, posługuje się fragmentem listu - 13:4-7. 
Dylan wykonywał ten utwór publicznie tylko w 1981 r., w dodatku ze zmienioną kolejnością zwrotek oraz z dołożonymi frazami z innej piosenki z tego albumu - The Groom's Still Waiting at the Altar.

## Muzycy
- Bob Dylan - wokal, gitara
- Steve Ripley - gitara
- Fred Tackett - gitara
- Benmont Tench - instrumenty klawiszowe
- Steve Douglas - saksofon
- Carl Pickhardt - fortepian
- Tim Drummond - gitara basowa
- Jim Keltner - perkusja
- Madelyn Quebec, Regina Havis, Clydie King - chórki

## Dyskografia
Albumy
- Shot of Love (1981)